# Wężor
Wężor (Stomias boa) – gatunek morskiej, głębinowej ryby wężorokształtnej z rodziny wężorowatych (Stomiidae). Jest gatunkiem typowym rodzaju Stomias. Nie ma znaczenia gospodarczego.

## Występowanie
Ocean Atlantycki, Morze Śródziemne, południowa część Oceanu Indyjskiego i południowo-wschodni Ocean Spokojny. Gatunek głębokowodny, batypelagiczny – spotykany na głębokościach przekraczających 1000 m p.p.m. W nocy podpływa bliżej powierzchni.

## Podgatunki
Wyróżniane są 3 podgatunki różniące się liczbą fotoforów:
- S. boa boa – podgatunek nominatywny, występuje we wschodnim Atlantyku i południowo-wschodnim Pacyfiku[6],
- S. boa colubrinus – południowo-wschodni Pacyfik (Chile), północny Atlantyk i wzdłuż zachodnich wybrzeży Afryki Środkowej[5],
- S. boa ferox – wschodni Atlantyk (od Islandii po Wyspy Kanaryjskie) i zachodni Atlantyk (od Grenlandii po USA)[7].

## Cechy morfologiczne

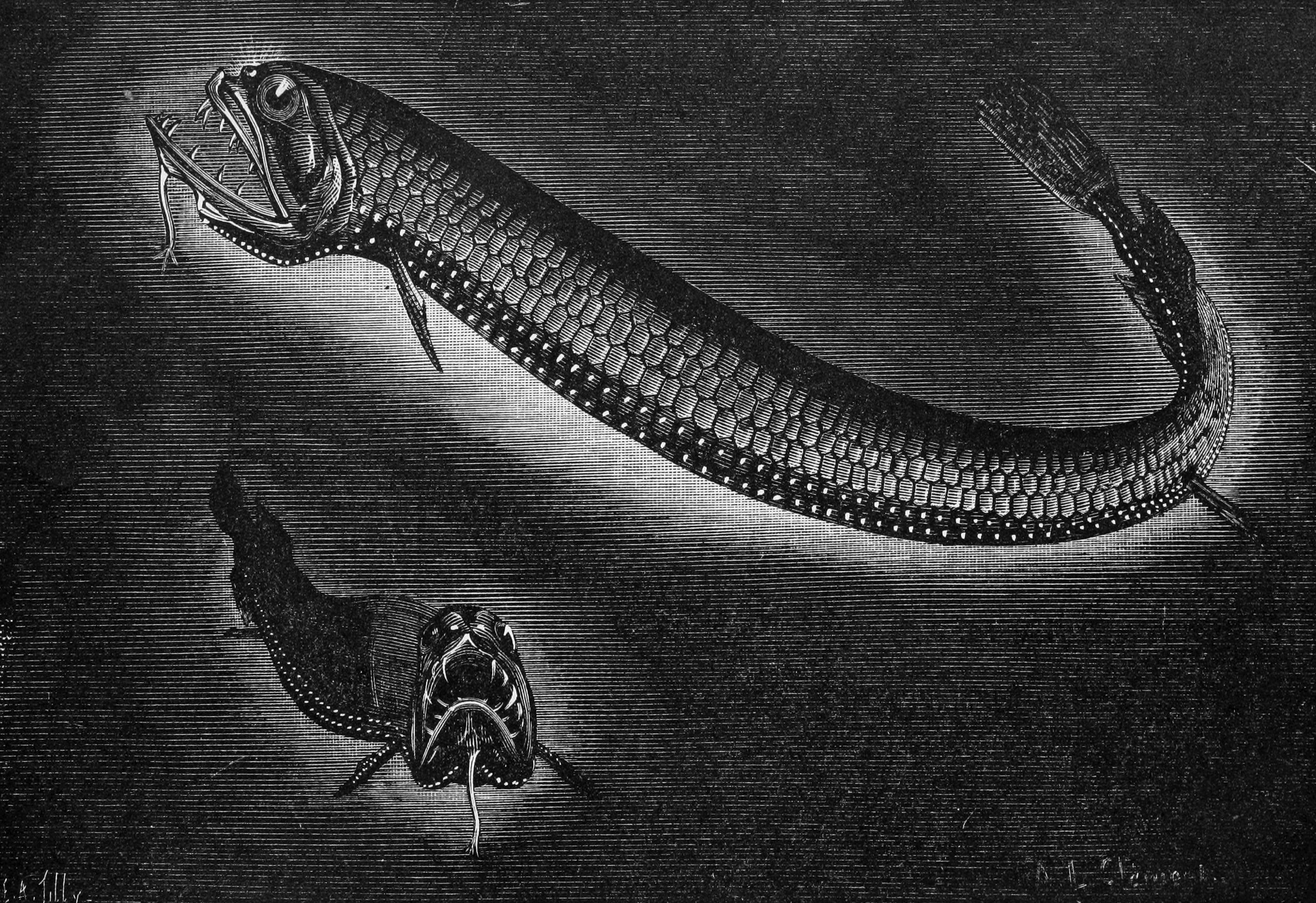
Rysunek z 1894 roku

Ciało silnie wydłużone, o przeciętnej długości około 30 cm, maksymalnie 45 cm. Wąsik podbródkowy, zwykle o długości równej długości głowy, zakończony zgrubieniem, z którego wystają 3 krótkie filamenty. Wzdłuż całego ciała biegnie 6 poziomych rzędów sześciokątnych pól imitujących łuski, a pod nimi rząd dużych fotoforów. Samce zwykle nie mają uzębienia i są znacznie mniejsze od samic. Ubarwienie srebrzyste, opalizujące.
Opis płetw: D 18–21, A 19–23, V 5. Liczba kręgów: 79–82.

## Biologia i ekologia
Biologia wężora jest słabo poznana. Samce żywią się drobnym planktonem. Samice są bardziej drapieżne, oprócz planktonu zjadają też ryby. Gatunek jajorodny. W rozwoju zachodzi przeobrażenie – larwy różnią się od osobników dorosłych.

## Znaczenie gospodarcze
Gatunek bez znaczenia gospodarczego. Nie jest poławiany.